# Кировское сельское муниципальное образование
Кировское сельское муниципальное образование — сельское поселение в Сарпинском районе Калмыкии.
Административный центр — посёлок Кировский.

## География
СМО расположено в степной зоне в пределах Ергенинской возвышенности. Рельеф расчленён многочисленными балками и оврагами. Наиболее крупные — Русская Аршан, Хоменкова, Селян.
На территории СМО расположен «Байрачный лес» — памятник природы республиканского значения.
Кировское СМО граничит:
- на юго-востоке с Аршаньзельменским СМО,
- на юге — с Обильненским СМО,
- на западе — с Уманцевским СМО,
- на севере и северо-востоке — с Садовским СМО

## История
Современные границы СМО установлены Законом Республики Калмыкия от 23 февраля 2003 года № 300-II-З «Об установлении границ территории Кировского сельского муниципального образования Республики Калмыкия».

## Население
| 2002 | 2010  | 2011  | 2012  | 2013  | 2014  | 2015 |
| ---- | ----- | ----- | ----- | ----- | ----- | ---- |
| 744  | ↗1075 | ↘1072 | ↘1049 | ↘1026 | ↘1006 | ↘981 |
| 2016 | 2017  | 2018  | 2019  | 2020  | 2021  |      |
| ↘948 | ↘938  | ↘911  | ↗930  | ↗936  | ↘868  |      |

Население СМО (на 01.01.2012 года) составляет 635 человек. Население на территории СМО распределено неравномерно: 93 % населения проживает в посёлке Кировский. Плотность населения в СМО составляет 2,8 чел./км². Их общего количества населения – 0,63 тыс. чел., население моложе трудоспособного возраста составляет 0,08 тыс. чел., (12,7 %), в трудоспособном возрасте – 0,43 тыс. чел. (68,3 %), старше трудоспособного возраста – 0,12 тыс. чел. (19,0 %). Отмечается нулевой баланс показателей (0 чел./год на 1000 жителей). Соотношение мужчин и женщин составляет, соответственно, 45,9 % и 54,1 % (преобладает женское население). Национальный состав: калмыки – 37,8 %, русские – 45,7 %, другие национальности – 13,8 %.

## Состав сельского поселения
| № | Населённый пункт | Тип населённого пункта          | Население |
| - | ---------------- | ------------------------------- | --------- |
| 1 | Годжур           | посёлок                         | ↘122      |
| 2 | Кировский        | посёлок, административный центр | ↗626      |

## Экономика
Основной отраслью экономики является сельское хозяйство. Ведущим сельскохозяйственным предприятием в СМО является СПК «Рассвет», специализирующийся на растениеводстве (основной профиль) и животноводстве. Кроме того, хозяйственную деятельность (сельскохозяйственное производство) со специализацией на животноводстве (преимущественно) и растениеводстве в СМО ведут 13 КФХ.

## Транспортная инфраструктура
Территорию СМО пересекают автодорога федерального значения — Волгоград — Элиста (Р-221) и автодорога республиканского значения — Садовое — Салын-Тугтун.